# エンガノメジロ
エンガノメジロ（学名：Zosterops salvadorii）は、スズメ目メジロ科に分類される鳥類の一種である。

## 分布
インドネシア